# Eckernförder SV
Eckernförder SV is een voetbalvereniging uit Eckernförde in de Duitse deelstaat Sleeswijk-Holstein. Oorspronkelijk was het een sportvereniging waar ook aan sporten als tennis, atletiek en handbal werd gedaan, maar tegenwoordig is er alleen nog maar een voetbalafdeling. De club werd opgericht in 1923. Het eerste elftal speelt zijn thuiswedstrijden aan de Martin-Kruse-Platz, waar 3.500 toeschouwers een staanplek kunnen vinden. De ploeg promoveerde in 2008 naar de Schleswig-Holstein-Liga en speelde daar tot 2011. In 2017 kwalificeerde de club zich voor de nieuw ingevoerde Landesliga, die de Verbandsliga verving als zesde klasse. In 2019 promoveerde de club naar de Oberliga (V)

## Eindklasseringen vanaf 1964
| Seizoen | Competitie                           | Niveau | Eindstand | DFB Pokal | Opmerking                                                                       |
| ------- | ------------------------------------ | ------ | --------- | --------- | ------------------------------------------------------------------------------- |
| 1963/64 | 2. Amateurliga Schleswig-Holstein    | IV     | 9         | --        |                                                                                 |
| 1964/65 | 2. Amateurliga Schleswig-Holstein    | IV     | 2         | --        | 2e in promotiegroep B met TSV Schlutup, Fortuna Glückstadt en VfR Schleswig     |
| 1965/66 | 2. Amateurliga Schleswig-Holstein    | IV     | 9         | --        |                                                                                 |
| 1966/67 | 2. Amateurliga Schleswig-Holstein    | IV     | 2         | --        | 4e in promotiegroep A met FC Holstein Segeberg, TSV Plön en TSV Heiligenstedten |
| 1967/68 | 2. Amateurliga Schleswig-Holstein    | IV     | 5         | --        |                                                                                 |
| 1968/69 | Verbandsliga Schleswig-Holstein-Nord | IV     | 11        | --        |                                                                                 |
| 1969/70 | Verbandsliga Schleswig-Holstein-Nord | IV     | 4         | --        |                                                                                 |
| 1970/71 | Verbandsliga Schleswig-Holstein-Nord | IV     | 11        | --        |                                                                                 |
| 1971/72 | Verbandsliga Schleswig-Holstein-Nord | IV     | 8         | --        |                                                                                 |
| 1972/73 | Verbandsliga Schleswig-Holstein-Nord | IV     | 5         | --        |                                                                                 |
| 1973/74 | Verbandsliga Schleswig-Holstein-Nord | IV     | 4         | --        |                                                                                 |
| 1974/75 | Verbandsliga Schleswig-Holstein-Nord | V      | 3         | --        | invoering Oberliga Nord                                                         |
| 1975/76 | Verbandsliga Schleswig-Holstein-Nord | V      | 4         | --        |                                                                                 |
| 1976/77 | Verbandsliga Schleswig-Holstein-Nord | V      | 3         | --        |                                                                                 |
| 1977/78 | Verbandsliga Schleswig-Holstein-Nord | V      | 1         | --        |                                                                                 |
| 1978/79 | Verbandsliga Schleswig-Holstein      | IV     | 6         | --        |                                                                                 |
| 1979/80 | Verbandsliga Schleswig-Holstein      | IV     | 10        | --        |                                                                                 |
| 1980/81 | Verbandsliga Schleswig-Holstein      | IV     | 9         | --        |                                                                                 |
| 1981/82 | Verbandsliga Schleswig-Holstein      | IV     | 9         | --        |                                                                                 |
| 1982/83 | Verbandsliga Schleswig-Holstein      | IV     | 15        | --        |                                                                                 |
| 1983/84 | Landesliga Schleswig-Holstein (Nord) | V      | 5         | --        |                                                                                 |
| 1984/85 | Landesliga Schleswig-Holstein (Nord) | V      | 9         | --        |                                                                                 |
| 1985/86 | Landesliga Schleswig-Holstein (Nord) | V      | 13        | --        |                                                                                 |
| 1986/87 | Landesliga Schleswig-Holstein (Nord) | V      | 4         | --        |                                                                                 |
| 1987/88 | Landesliga Schleswig-Holstein (Nord) | V      | 7         | --        |                                                                                 |
| 1988/89 | Landesliga Schleswig-Holstein (Nord) | V      | 7         | --        |                                                                                 |
| 1989/90 | Landesliga Schleswig-Holstein (Nord) | V      | 1         | --        |                                                                                 |
| 1990/91 | Verbandsliga Schleswig-Holstein      | IV     | 15        | --        |                                                                                 |
| 1991/92 | Landesliga Schleswig-Holstein (Nord) | V      | 5         | --        |                                                                                 |
| 1992/93 | Landesliga Schleswig-Holstein (Nord) | V      | 12        | --        |                                                                                 |
| 1993/94 | Landesliga Schleswig-Holstein (Nord) | V      | 9         | --        |                                                                                 |
| 1994/95 | Landesliga Schleswig-Holstein (Nord) | VI     | 6         | --        | herinvoering Regionalliga                                                       |
| 1995/96 | Landesliga Schleswig-Holstein (Nord) | VI     | 1         | --        |                                                                                 |
| 1996/97 | Verbandsliga Schleswig-Holstein      | IV     | 14        | --        |                                                                                 |
| 1997/98 | Landesliga Schleswig-Holstein (Nord) | V      | 9         | --        |                                                                                 |
| 1998/99 | Landesliga Schleswig-Holstein (Nord) | V      | 2         | --        |                                                                                 |
| 1999/00 | Verbandsliga Schleswig-Holstein      | V      | 9         | --        |                                                                                 |
| 2000/01 | Verbandsliga Schleswig-Holstein      | V      | 9         | --        |                                                                                 |
| 2001/02 | Verbandsliga Schleswig-Holstein      | V      | 15        | --        |                                                                                 |
| 2002/03 | Bezirksoberliga Ost                  | VI     | 5         | --        |                                                                                 |
| 2003/04 | Bezirksoberliga Ost                  | VI     | 2         | --        |                                                                                 |
| 2004/05 | Bezirksoberliga Ost                  | VI     | 8         | --        |                                                                                 |
| 2005/06 | Bezirksoberliga Ost                  | VI     | 6         | --        |                                                                                 |
| 2006/07 | Bezirksoberliga Ost                  | VI     | 9         | --        |                                                                                 |
| 2007/08 | Bezirksoberliga Ost                  | VI     | 1         | --        |                                                                                 |
| 2008/09 | Schleswig-Holstein Liga              | V      | 12        | --        |                                                                                 |
| 2009/10 | Schleswig-Holstein Liga              | V      | 7         | --        |                                                                                 |
| 2010/11 | Schleswig-Holstein Liga              | V      | 17        | --        |                                                                                 |
| 2011/12 | Verbandsliga Nord-Ost                | VI     | 4         | --        |                                                                                 |
| 2012/13 | Verbandsliga Nord-Ost                | VI     | 10        | --        |                                                                                 |
| 2013/14 | Verbandsliga Nord-Ost                | VI     | 4         | --        |                                                                                 |
| 2014/15 | Verbandsliga Nord-Ost                | VI     | 2         | --        | derde in promotieserie met SV Blau-Weiß Löwenstedt en VfB Lübeck II             |
| 2015/16 | Verbandsliga Nord-Ost                | VI     | 11        | --        |                                                                                 |
| 2016/17 | Verbandsliga Nord-Ost                | VI     | 7         | --        |                                                                                 |
| 2017/18 | Landesliga Schleswig                 | VI     | 12        | --        |                                                                                 |
| 2018/19 | Landesliga Schleswig                 | VI     | 2         | --        | extra promotieplaats a.g.v. terugtrekken van NTSV Strand                        |
| 2019/20 | Oberliga Schleswig-Holstein          | V      | 16        | --        | competitie afgebroken i.v.m. coronapandemie                                     |
| 2020/21 | Oberliga Schleswig-Holstein          | V      | -         | --        | competitie afgebroken i.v.m. coronapandemie. Er wordt geen stand opgemaakt.     |
| 2021/22 | Oberliga Schleswig-Holstein          | V      | 3         | --        | 1e Groep Noord                                                                  |
| 2022/23 | Oberliga Schleswig-Holstein          | V      | 7         | --        |                                                                                 |
| 2023/24 | Oberliga Schleswig-Holstein          | V      | 6         | --        |                                                                                 |
| 2024/25 | Oberliga Schleswig-Holstein          | V      | 13        | --        |                                                                                 |
| 2025/26 | Landesliga Schleswig                 | VI     | .         | --        |                                                                                 |